# Espinosa de Villagonzalo
Espinosa de Villagonzalo is een gemeente in de Spaanse provincie Palencia in de regio Castilië en León met een oppervlakte van 38,04 km². Espinosa de Villagonzalo telt 195 inwoners (1 januari 2016).

## Demografische ontwikkeling
Bron: INE, 1857-2011: volkstellingen